# Chaerophyllum freynii
Chaerophyllum freynii är en flockblommig växtart som beskrevs av Minosuke Hiroe. Chaerophyllum freynii ingår i släktet rotkörvlar, och familjen flockblommiga växter. Inga underarter finns listade i Catalogue of Life.